# Liuyang
Koordinaten: 28° 9′ N, 113° 38′ O
Liuyang (chinesisch 瀏陽市 / 浏阳市, Pinyin Liúyáng Shì) ist eine kreisfreie Stadt der bezirksfreien Stadt Changsha in der chinesischen Provinz Hunan. Sie liegt am gleichnamigen Fluss, dem Liuyang He (浏阳河,  Liúyáng Hé). Die Fläche beträgt 4.999 Quadratkilometer und die Einwohnerzahl 1.351.300 (Stand: 2018). Die Stadt ist bekannt für ihre Feuerwerksfabriken.